# NGC 1164
NGC 1164 (również PGC 11441 lub UGC 2490) – galaktyka spiralna z poprzeczką (SBab), znajdująca się w gwiazdozbiorze Perseusza. Odkrył ją John Herschel 18 września 1828 roku. Jest to galaktyka gwiazdotwórcza.
W galaktyce tej zaobserwowano supernową SN 1993ab.